# Lucie Šimková-Sunková
Lucie Sunková (rozená Šimková; * 11. července 1974 Praha) je režisérka, animátorka, scenáristka, výtvarnice a ilustrátorka. Ve své animované tvorbě využívá primárně formu malby na sklo, která se pro její práci stala signifikantní. Její filmy byly promítány na řadě tuzemských i zahraničních festivalů. Za svůj krátkometrážní film Zuza v zahradách (2022) získala cenu Český lev za Nejlepší animovaný film. Jako animátorka se podílela také na prvním celovečerním filmu vytvořeném formou animace malované na sklo Přes hranici (2021) režisérky Florence Miailhe.

## Život
Od roku 1992 studovala na Výtvarné škole Václava Hollara obory Knižní ilustrace a grafika a také Reklamní grafika a propagace. V roce 1996 tu odmaturovala a ve stejné roce nastoupila na studia animované tvorby na FAMU. Tu absolvovala v roce 2000 filmem Havran podle E. A. Poea a o dva roky později magisterské studium filmem Podobizna na motivy novely od Nikolaje Vasiljeviče Gogola. Tři semestry zde později také vyučovala. V následujících letech vytvořila ještě několik krátkých animovaných filmů, nejčastěji formou animace malované na sklo, která se pro ni stala určující už při studiích na FAMU. Na pole celovečerního filmu se dostala při animaci snímku Přes hranici (2021).
V roce 2006 ilustrovala svou první knihu s názvem Hopík závodníkem od Martina Kučery, o osm let později se stala autorkou a ilustrátorkou své vlastní knihy Supermáma. Od té doby napsala a ilustrovala ještě několik knih, určených hlavně pro děti. Věnuje se také užité grafice.

## Dílo

### Animovaná tvorba
Mezi jejími prvními studentskými snímky se objevují krátké filmy Sen (1998), V kleci (1998) a Tajemství cvrčků (2000). Své bakalářské studium absolvovala v roce 200 snímkem Havran, který je inspirovaný stejnojmennou básní od Edgara Allana Poea. Zároveň je tento snímek vytvořen technikou olejové malby na skle, která se v její tvorbě stala signifikantní. V rámci magisterského studia pak vytvořila film Podobizna (2002), opět pomocí malbou na sklo a taktéž vycházející z literárního díla. Tentokrát však zvolila prozaický text, stejnojmennou povídku od Nikolaje Vasiljeviče Gogola.
Malbu na skle volila i u jejího dalšího filmu Pelargonie (2005), který je příběhem nenaplněného milostného vztahu, dvou milenců z baru Pygmalion. Inspirací byla opět literární povídka, v tomto případě z pera Jiřího Suchého. Další dvě krátká animovaná videa, tentokrát formou digitální kreslené animace, pak vznikala pro edukační cykly České televize Evropské pexeso (díl věnovaný Kypru, rok 2009) a České pexeso (díl věnovaný Královéhradeckému kraji, rok 2010), obě režírované Marií Procházkovou. O tři roky později se vrací opět k tvorbě pomocí malby na sklo. Její animace doprovází verše básníka Aimé Cézaire, v rámci cyklu pro francouzskou televizi. V rámci tohoto projektu začala její spolupráce se společností MAURFILM, která pak pokračovala i v následujících letech.
V roce 2015 vzniká také první spot do soutěže Magnesia Litera, kterým byl medailonek knihy Ostrov od Roye Jacobsena, nominované v kategorii Litera za překladovou knihu (za její překlad byla nominována Jarka Vrbová). V následujících letech pak pracovala na animacích do medailonků knih Na útěku (Jesús Carrasco, překlad Štěpán Zajac, nominace v kategorii Litera za překladovou knihu), Jezero (Bianca Bellová, nominace v kategorii Litera za prózu 2017), Pernambuco (Ivan Wernisch, nominace v kategorii Moleskine Litera za poezii, 2019) a Třetí most (László Szilasi v překladu Marty Pató, nominace v kategorii Litera za překladovou knihu, 2023). Krátký animovaný spot (2016) vytvořila také pro mobilní hospic Cesta domů. Všechny zmíněné spoty vznikaly opět formou malby na sklo.
Její následující film o koloběhu života Strom (2015) vzniká v česko-francouzské koprodukci a Lucie Sunková s ním získala úspěch na řadě zahraničních festivalů, například ocenění Cenu Best Kids za nejlepší film pro mladé publikum na festivalu animovaných filmů Fantoche ve Švýcarsku. K filmu vznikla také kniha a snímek se stal součástí pásma krátkých animovaných filmů s tematikou smrti v mnoha podobách Zubatá nekouše! (2019) a byl také promítán jako předfilm hraného snímku Zloději zelených koní (režie Dan Wlodarczyk, 2016).
Úspěchy a zkušenosti ji dovedly také k práci na prvním celovečerním filmu Přes hranici (režie Florence Mihailhe, 2020) vytvořeném malbou na sklo, který vznikal částečně právě i v České republice v rámci koprodukce s MAURFILMem. V rámci českého animátorského týmu se stala dokonce hlavní animátorkou.
K autorskému filmu se vrátila opět při tvorbě krátkého filmu Zuza v zahradách (2022), který zobrazuje dobrodružství malé holčičky objevující taje zahrádkářských kolonií. Snímek se dočkal kladné odezvy jak v zahraničí (ceny získal na Internationale Kurzfilmtage Oberhausen v Německu či na festivalu MONSTRA v Portugalsku) ale i v České republice. Byl oceněn cenou Český lev za Nejlepší animovaný film za rok 2022 a získal také cenu Zlatý střevíček na Zlín Film Festival.
V roce 2024 uvedla Česká televize její Večerníček Viky, sůva z nudlí, který je věnovaný zážitkům a dobrodružstvím malé sovy Viky.

### Knižní tvorba
Její první literární zkušeností byly ilustrace do knihy Hopík závodníkem (autor Martin Kučera, 2006), která byla určena děti v předškolním věku a vypráví o životě jedné koňské rodiny. Další ilustrace vytvářela už pak ke své vlastní knize Supermáma (2014), která vypráví o mamince, jež díky kouzelné kabelce předškoláka Kuby propůjčuje super schopnosti.
O rok později v roce 2015 vydala další autorskou knihu Jak se máš, Eliško? o příbězích malé myši. Stejně jako předchozí autorskou knihu si i tuto publikaci ilustrovala sama. Zatímco u předchozích knih použila digitální kreslenou ilustraci, tentokrát pracovala technikou dokreslovaných fotografií plyšové hračky v různých prostředích. Podobným směrem se pak vydala u dalších tří autorských knih pro děti: Kdo hledá, najde (2018), Medvídek Vilda se nenudí (2019) a Medvídek Vilda se raduje (2024), v nichž jako hlavní protagonisté vystupují plyšové hračky medvědů. Komiksové příběhy medvídka Vildy pravidelně vycházejí v časopisu Puntík.
K digitální ilustraci se vrátila při ilustraci leporel Jiřího Kubíčka Sedm statečných - Povodeň (2016) a Sedm statečných - Požár (2016) o autech.
Další, tentokrát dvojjazyčná autorská kniha Strom (2016), vznikla v návaznosti na její stejnojmenný autorský film. Využívá jednotlivé filmové malby a doplňuje je krátkými texty popisujícími dění ve filmu. Následující kniha Zámek a pomeranč (2019) je novým zpracováním pohádky Jiřího Wolkera O kominíkovi a kombinuje ilustrace s fotografiemi různých objektů, jako jsou knoflíky, jablka či jiné objekty.

## Filmografie

### Režie
- Sen (1998) - studentský film
- V kleci (1998) - studentský film
- Tajemství cvrčků (2000) - studentský film
- Havran (2000) - absolventský film
- Podobizna (2002) - absolventský film
- Pelargónie (2005)
- Nouvelle Bonté (2013)
- Strom (2015)
- Zuza v zahradách (2022)
- Viky, sůva z nudlí (2024)

### Animace
- Sen (1998) - studentský film
- V kleci (1998) - studentský film
- Tajemství cvrčků (2000) - studentský film
- Havran (2000) - absolventský film
- Podobizna (2002) - absolventský film
- Pelargónie (2005)
- Nouvelle Bonté (2013)
- Strom (2015)
- Přes hranici (režie Florence Miailhe, 2021)
- Zuza v zahradách (2022)

#### Animované spoty pro knihy nominované na oceněníMagnesia Litera
- Ostrov (autor knihy Roy Jacobsen, přeložila Jarka Vrbová, 2015)
- Na útěku (autor knihy Jesús Carrasco, přeložil Štěpán Zajac, 2015)
- Jezero (autorka knihy Bianca Bellová, 2017)
- Pernambuco (autor knihy Ivan Wernisch, 2019)
- Třetí most (autor knihy László Szilasi, přeložila Marty Pató, 2023)

### Ilustrace
- M. Kučera: Hopík závodníkem, Axióma (2006)
- J. Kubíček: Sedm statečných - Povodeň, Fragment (2016)
- J. Kubíček: Sedm statečných - Požár, Fragment (2016)
- J. Wolker: Zámek a pomeranč, Argo (2019) - původně vydáno jako pohádka O kominíkovi

### Autorské knihy
- Supermáma, Mladá fronta (2014)
- Jak se máš, Eliško?, 65. pole (2015)
- Kdo hledá, najde, 65. pole (2018)
- Medvídek Vilda se nenudí, Mladá fronta (2019)
- Medvídek Vilda se raduje, Mladá fronta (2024)